# Andreas Pistiolīs
Andreas Pistiolīs (in greco Ανδρέας Πιστιόλης?; Atene, 6 luglio 1978) è un allenatore di pallacanestro greco.

## Palmarès
- VTB United League: 2

CSKA Mosca: 2023-2024, 2024-2025
- Supercoppa VTB United League: 1

CSKA Mosca: 2024